# ホルツハイム (ドナウ＝リース郡)
ホルツハイム (ドイツ語: Holzheim) はドイツ連邦共和国バイエルン州シュヴァーベン行政管区のドナウ＝リース郡に属す町村（以下、本項では便宜上「町」と記述する）で、ライン行政共同体を構成する市町村の一つである。

## 地理
ホルツハイムはアウクスブルク開発計画地域に位置する。

### 自治体の構成
この町は、公式には8つの地区 (Ort) からなる。このうち小集落や孤立農場などを除く集落を以下に列記する。
- ベルゲンドルフ
- ホルツハイム
- ペッセンブルクハイム
- シュターデル

## 歴史
ホルツハイムは、バイエルン選帝侯領のレントアムト・ミュンヘン、ライン地方裁判所管区に属した。バイエルンの行政改革に伴う1818年の市町村令により現在の自治体が成立した。1976年にホルツハイム、ベルゲンドルフ、リートハイム、シュターデルが合併した。さらに1978年の市町村再編によりペッセンブルクハイムがホルツハイムに合併した。

### 人口推移
- 1970年 1,012人
- 1987年 1,006人
- 2000年 1,145人

## 行政
町長は、ヨーゼフ・シュミートベルガー（無所属）である。

## 経済と社会資本

### 教育
- 国民学校 1校

## 引用
1. ↑  https://www.statistikdaten.bayern.de/genesis/online?operation=result&code=12411-003r&leerzeilen=false&language=de Genesis-Online-Datenbank des Bayerischen Landesamtes für Statistik Tabelle 12411-003r Fortschreibung des Bevölkerungsstandes: Gemeinden, Stichtag (Einwohnerzahlen auf Grundlage des Zensus 2011)
2. ↑  Bayerische Landesbibliothek Online